# Tanzwut
Tanzwut es una banda alemana de metal industrial y folk metal formada en 1997 y que nació como un proyecto paralelo de miembros del grupo de música medieval Corvus Corax. Es reconocida por utilizar una temática medieval  durante sus presentaciones en vivo, que es expresada a través de su puesta en escena, disfraces y coreografía.

## Biografía
La banda nace en 1997 y su formación original incluía a miembros de la banda de música medieval Corvus Corax. La idea de no depender únicamente de instrumentos medievales vino de parte de los cantantes Teufel y Micha Rhein (actualmente en In Extremo) cuando se encontraban de gira con la otrora banda medieval Pullarius Furcillo. Luego de la separación de aquella banda, cada uno persistió con sus intenciones.
En marzo de 1999 es liberado el álbum debut y homónimo de Tanzwut a través del sello de EMI, Electrola. El disco fue producido por Jon Caffery, quien también ha sido rersponsable de discos de Die Toten Hosen y Einstürzende Neubauten. Le seguirían al año siguiente el álbum Labyrinth der Sinne el 2000 y, posteriormente, los discos Ihr wolltet Spaß (2003) y Schattenreiter (2006).
Durante esta primera década el grupo experimentó diversos cambios entre sus integrantes, hasta que en octubre de 2010 deciden reformarse ya con miembros estables. Siendo además notable un cambio en su estilo, manteniendo sus raíces basadas en la música medieval y el folclore centroeuropeo, pero dando un giro hacia un sonido más oscuro y enmarcable dentro del metal gótico, en conjunto con el industrial.
De esta manera, en 2011, lanzan dos discos Weiße Nächte y Morus et Diabolus. Este último siendo el primer disco completamente acústico de Tanzwut.
En 2013 lanzan el álbum Höllenfahrt, siguiendo la línea de su predecesor; y por segunda vez, graban un disco acústico titulado Eselsmesse en 2014.
En los años posteriores le seguirían los discos Freitag der 13. (2015), Schreib es mit Blut (2016) y Seemannsgarn (2019).

## Origen del nombre
La palabra Tanzwut proviene del alemán para Coreomanía, o también conocida como "peste del baile". Un fenómeno social que se produjo especialmente en países centroeuropeos entre los siglos XIV al XVII y que consistía en grupos de personas que, de forma espontánea, comenzaban a bailar incesantemente hasta que prácticamente se derrumbaban de agotamiento.

## Discografía

### Álbumes
- 1999: Tanzwut (coreomanía/manía de bailar)
- 2000: Labyrinth der Sinne (Laberinto de sensaciones)
- 2003: Ihr wolltet Spaß (Ustedes querían diversión)
- 2006: Schattenreiter (Jinete sombrío)
- 2011: Weiße Nächte (Noches Blancas)
- 2013: Höllenfahrt (Paseo infernal)
- 2014: Eselsmesse (fiesta del asno)
- 2015: Freitag der 13 (Viernes 13)
- 2016: Schreib es mit Blut (Escríbelo con sangre)

### Singles
- 1998: Exkremento / Tanzwut (Remix) (10" Vinyl)
- 1999: Augen zu
- 1999: Weinst Du? (feat. Umbra et Imago)
- 1999: Verrückt
- 2000: Tanzwut
- 2000: Bitte bitte
- 2001: Götterfunken
- 2001: Eiserne Hochzeit (Eisern Union)
- 2001: Feuer und Licht (feat. Umbra et Imago)
- 2003: Nein nein (Promo)
- 2003: Hymnus Cantica (feat. Corvus Corax)
- 2005: Immer noch wach (feat. Schandmaul)
- 2016: Stille Wasser (feat. Liv Kristine)

### DVD
- 2004: Live (DVD + Doppel-Live-CD)